# Naghsh-e-Jahan Stadium
 (avril 2025).
Si vous disposez d'ouvrages ou d'articles de référence ou si vous connaissez des sites web de qualité traitant du thème abordé ici, merci de compléter l'article en donnant les références utiles à sa vérifiabilité et en les liant à la section « Notes et références ».
Le Naghsh-e-Jahan Stadium (persan : ورزشگاه نقش جهان) est un stade situé à Ispahan en Iran. D'une capacité de 75,000 places (précédemment 42 000), c'est le domicile du Sepahan Ispahan.